# Assolement biennal
L'assolement biennal est un système de culture qui permet l'alternance de 2 différentes cultures sur une même parcelle. Dans certaines régions européennes, il est remplacé par l'assolement triennal au Moyen Age.

## Fonctionnement
L'assolement biennal suppose la division du finage cultivé en deux soles : une sole de céréale d'hiver (majoritairement du blé) et une sole de jachère.
Le cycle débute par le blé semé à l'automne de l'année N. Il est récolté en juin ou juillet de l'année N+1. Les chaumes sont ensuite livrés aux habitants qui exercent leur droit d'usage : glanage des grains, vaine pâture jusqu'au début de la jachère en mars N+2, c’est-à-dire la préparation du sol pour l'emblavement. La jachère consiste alors en passages superficiels à l'araire pour éliminer les mauvaises herbes par simple extraction du sol, et favoriser l'assimilation du fumier apporté par l'élevage. Le sol est ainsi préparé pour de nouvelles semailles de céréale d'hiver en octobre N+2.

## Étendue
En France, l'assolement biennal était pratiqué dans les régions méditerranéennes, la basse vallée du Rhône et le Massif central. Il était commun à tout le Bassin méditerranéen. Il a existé ailleurs, mais fut remplacé par l'assolement triennal.

## Historique
L'assolement biennal fonctionnait de manière collective dans la plupart des terroirs. Son bon fonctionnement dépend de l'existence d'un saltus (friche, lande) à proximité, ou d'une forêt pour le renouvellement de la fertilité par l'élevage (ovin principalement). Historiquement, il s'agit du mode par excellence d'assolement des villas romaines. Dans les pays méditerranéens, l'apport de l'ager est très souvent augmenté des fruits des vergers (vigne, agrumes, etc.) et de l'olivier.